# Une poule mouillée
Pour plus de détails, voir Fiche technique et Distribution.
Une poule mouillée (The Mollycoddle) est un film américain réalisé par Victor Fleming, sorti en 1920.

## Fiche technique
- Titre : Une poule mouillée
- Titre original : The Mollycoddle
- Réalisation : Victor Fleming
- Scénario : Harold McGrath et Thomas J. Geraghty
- Photographie : William C. McGann et Harris Thorpe
- Production : Douglas Fairbanks
- Pays de production : États-Unis
- Format : Noir et blanc - Film muet
- Genre : Aventure
- Date de sortie : 1920

## Distribution
- Douglas Fairbanks : Richard Marshall III / Richard Marshall IV / Richard Marshall V
- Ruth Renick : Virginia Hale
- Wallace Beery : Henry von Holkar
- Paul Burns : Samuel Levinski
- Morris Hughes : Patrick O'Flannigan
- George Stewart : Ole Olsen
- Charles Stevens : Yellow Horse
- Adele Farrington : Mme Warren
- Bob Burns (non crédité)
- Frank Campeau (non crédité)
- Bull Montana (non crédité)